# Dicranomyia nigrobarbata
Dicranomyia nigrobarbata är en tvåvingeart som först beskrevs av Alexander 1964.  Dicranomyia nigrobarbata ingår i släktet Dicranomyia och familjen småharkrankar. Inga underarter finns listade i Catalogue of Life.